# 小毛灯藓
小毛灯藓（学名：Rhizomnium parvulum）为提灯藓科毛灯藓属下的一个种。

## 扩展阅读
- 維基物種上的相關：小毛灯藓